# Mouni Roy
Pour les articles homonymes, voir Roy.
 (mai 2019).
Si vous disposez d'ouvrages ou d'articles de référence ou si vous connaissez des sites web de qualité traitant du thème abordé ici, merci de compléter l'article en donnant les références utiles à sa vérifiabilité et en les liant à la section « Notes et références ».
Mouni Roy (née le 28 septembre 1985) est une actrice indienne. Elle est surtout connue pour avoir interprété Krishna Tulsi dans la série télévisée Kyunki Saas Bhi Kabhi Bahu Thi en 2007, Sati dans la série Devon Ke Dev... Mahadev et Shivanya / Shivangi dans la série fantastique Naagin. Elle a également joué le rôle de Meera dans Junoon - Aisi Nafrat Toh Kaisa Ishq. Elle était finaliste à l'émission de téléréalité Jhalak Dikhhla Jaa en 2014. Elle est également une danseuse de Kathak.
En 2018, elle fait ses débuts au cinéma face à Akshay Kumar avec le biopic sportif Gold. Dans son dernier film, Roy joue aux côtés de John Abraham dans le thriller d’espionnage de Robbie Grewal, Romeo Akbar Walter.